# AAARGH
AAARGH (фр. Association des Anciens Amateurs de Récits de Guerres et d'Holocaustes, дословно — Ассоциация старых любителей историй о войне и Холокосте) — французская организация, была основана в октябре 1996 года. Она публикует и распространяет тексты и произведения в основном французских и немецких отрицателей Холокоста на разных языках в Интернете, в том числе Робера Фориссона, Гермара Рудольфа, политиков правого направления — бывшего члена НДПГ Гюнтера Деккерта и аргентинского учёного, отрицателя Холокоста и перониста Норберто Сересоле.

## Сайты
Интернет-сайт AAARGH несколько раз закрывали решениями французских судов, так как их содержание было признано антисемитским. С 2001 года сайт был размещен на интернет-площадке бельгийской правой организации «Vrij Historisch Onderzoek» (VHO). В 2005 году консорциум из восьми групп, в том числе SOS-Racisme and the Union des étudiants juifs de France (Союз еврейских студентов Франции), получили решение суда, которое заставляло Интернет-провайдеров во Франции закрыть доступ к сайту — в первый раз веб-сайт был заблокирован в соответствии с французским законодательством. Это решение было обжаловано интернет-провайдерами на том основании, что они не несут ответственности за содержание сайтов. Однако, приговор был поддержан. Сайт больше не доступен для пользователей Интернета на французской территории.Согласно запрету поисковик Google блокирует во Франции результаты поиска по запросу AAARGH.